# Síndrome antissintetase
A síndrome antissintetase é uma doença autoimune associada à doença pulmonar intersticial, artrite e miosite.  A patologia está classificada no CID-10: M35.8 e é objeto de atenção particular da especialidade médica da imunologia.

## Sinais e sintomas
Como uma síndrome, esta condição é mal definida. Os critérios diagnósticos requerem um ou mais anticorpos antissintetase (que têm como alvo as enzimas tRNA ligases) e uma ou mais das três características clínicas a seguir: doença pulmonar intersticial, miopatia inflamatória e poliartrite inflamatória que afeta pequenas articulações simetricamente. Outras características de suporte podem incluir febre, fenômeno de Raynaud e o fenômeno das "mãos mecânicas" (pele grossa e rachada geralmente nas palmas das mãos e superfícies radiais dos dedos). 
A doença, por mais rara que seja, ocorre com maior frequência em mulheres do que em homens. O diagnóstico precoce é difícil e casos mais leves podem não ser detectados. Além disso, a doença pulmonar intersticial pode ser a única manifestação da doença. A doença grave pode se desenvolver ao longo do tempo, com recaídas intermitentes. 

## Patogênese
Postula-se que os autoanticorpos são formados contra as ligases aminoacil-tRNA. As sintetases podem estar envolvidas no recrutamento de células apresentadoras de antígenos e inflamatórias para o local da lesão muscular ou pulmonar. A via molecular específica de ação do processo ainda não completamente compreendida. 
O anticorpo mais comum é "Anti-Jo-1" em homenagem a John P., um paciente com polimiosite e doença pulmonar intersticial detectada em 1980. Esse anticorpo histidil-tRNA sintetase (HARS, Histidyl-tRNA synthetase),  é comumente observado em pacientes com manifestações pulmonares da síndrome. A seguir estão outros possíveis anticorpos que podem ser observados em associação com a síndrome antissintetase: Anti-PL-7, Anti-PL-12, Anti-EJ, Anti-OJ, Anti-KS, Anti-Zo, Anti-Ha (YRS, Tiro). 

## Diagnóstico
Na presença de sintomas suspeitos, vários testes são úteis no diagnóstico: 
- As enzimas musculares são frequentemente elevadas, ou seja, creatina quinase;
- Teste de anticorpo anti-tRNA;
- eletromiografia;
- Biópsia muscular;
- Teste de função pulmonar;
- Biópsia pulmonar;
- Imagens como tomografia computadorizada de alta resolução; [6]

Em certas situações, podem ser necessários testes de outros anticorpos, imagens específicas (ressonância magnética, tomografia computadorizada de alta resolução) e avaliação da deglutição. 

## Tratamento
Infelizmente, o tratamento para a síndrome anti-sintetase é limitado e geralmente envolve drogas imunossupressoras, como glicocorticóides. Para pacientes com envolvimento pulmonar, a complicação mais grave dessa síndrome é a fibrose pulmonar e a subsequente hipertensão pulmonar. Tratamento adicional com azatioprina e/ou metotrexato pode ser necessário em casos avançados. 
Os pacientes que sofrem de síndrome anti-sintetase geralmente requerem terapia de imunossupressão multimodal. Envolve principalmente corticosteroides em altas doses juntamente com azatioprina, micofenolato mofetil, tacrolimo e/ou rituximab. 

## Prognóstico
O prognóstico é largamente determinado pela extensão do dano pulmonar. Tem um prognóstico geralmente ruim, principalmente devido ao envolvimento pulmonar irreversivelmente progressivo. Os sintomas cutâneos às vezes estão presentes, mas geralmente são leves e incomuns. O diagnóstico precoce seguido de terapia imunossupressora pode aumentar significativamente tanto a qualidade quanto a expectativa de vida dos pacientes. 